# Geografia da Maurícia
Junto com a ilha da Reunião e Rodrigues, a ilha Maurícia (ou Maurício) faz parte das Ilhas Mascarenhas. Este arquipélago foi formado em uma série de erupções vulcânicas há 8 ou 10 milhões de anos e atualmente não possui nenhum vulcão ativo. A própria ilha Maurícia é formada ao redor de um planalto central, com seu cume mais alto no sudoeste, Piton de la Riviere Noire com 828 m. Ao redor do planalto, a cratera original pode ainda ser distinguida de várias montanhas.    
O clima local é o tropical, modificado por ventos do sudeste; é predominantemente quente, com um inverno seco e verão chuvoso.  
A capital do país e a maior cidade é Port Louis, no noroeste. Outras cidades importantes são Curepipe, Rose Hill, Quatre Bornes e Vacoas.